# Kognitive Poetik
Kognitive Poetik (cognitive poetics) ist die Sammelbezeichnung für zeitgenössische, kognitiv-empirische Forschungsansätze in der Literaturtheorie, bzw. Literaturwissenschaft, in denen die Untersuchung der Wirkung narrativer und sprachlich-stilistischer Kunstmittel auf den Leser im Vordergrund steht.
Die Kognitive Poetik versucht, Literaturrezeption aufgrund allgemeiner Prozesse der menschlichen Informationsverarbeitung (d. h. Kognition) verstehbar zu machen. Der Name des Forschungsfeldes setzt sich folgerichtig aus Kognition, d. h. jene die menschliche Erkenntnis strukturierenden Mechanismen, und Poetik, d. h. Theorie zum Verständnis von Literatur, zusammen. In ihrer methodischen Ausrichtung ist die Kognitive Poetik damit eine Tochterdisziplin des jungen Feldes der sozialen Neurowissenschaften, die sich der Untersuchung kognitiver Korrelate sozialer Prozesse im menschlichen Gehirn widmen.
Innerhalb des genannten Forschungsparadigmas lassen sich aktuell thematische Spezialisierungsfelder ausmachen (zumeist verbunden mit einzelnen Forscherpersönlichkeiten), obwohl ein integrativer programmatischer Ansatz bislang nicht formuliert worden ist. Dominierende Ansätze hierbei sind ein (kognitions-)psychologischer, ein linguistischer sowie evolutionsbiologisch orientierter Ansatz. Dennoch gehen die verschiedenen Ansätze oder Ausrichtungen von bestimmten gemeinsamen Grundannahmen aus.

## Historische Entwicklung
Die Erforschung sprachlicher Besonderheiten im Hinblick auf ihre Auswirkungen auf den Rezipienten war bereits Thema der klassischen Rhetorik und Poetik, wurde jedoch von den russischen Formalisten in den 1920er Jahren erneut aufgegriffen. So wies vor allem Šklovskij (Die Kunst als Verfahren, 1917) auf die Zusammenhänge zwischen den Abweichungen von linguistischen oder erzählerischen Konventionen und den Effekten der Entfremdung und Deautomatisierung hin. Das Gedankengut des Formalismus wurde nach dessen Verbot durch Stalin 1930 von den Strukturalisten weiterentwickelt und von den Exilanten in andere Länder überliefert. In seinem grundlegenden Aufsatz Closing Statement: Linguistics and Poetics (1960) führt Jakobson die poetische Sprachwirkung auf Äquivalenzstrukturen zurück, die die Aufmerksamkeit des Rezipienten auf die Sprache bzw. das sprachliche Medium selbst lenken. Die Prinzipien der Deautomatisierung und Verfremdung wurden im angelsächsischen Raum beispielsweise im Rahmen der Analyse von found poems auch unter dem Begriff des foregrounding weiterverfolgt.
In den Ansätzen zur strukturellen Poetik werden zumeist Konzepte des Lesers sowie die Rezeptionsanalyse mit einbezogen oder aber zumindest, wenngleich nicht immer in expliziter Form, mitgedacht. Beispielsweise sieht J. Culler eine linguistische Analogie auf Seiten des Lesers im Sinne einer „literarischen Kompetenz“ (J. Cullers, Structuralist Poetics, 1975, Kapitel 6).
Im Verlauf der 1970er Jahre wurden zunehmend Konstrukte und Modelle aus der Kognitionswissenschaft richtungweisend, die sich in den sozial- und informationswissenschaftlichen Disziplinen mit den mentalen Prozessen der Wahrnehmung, des Verstehens sowie des Lernens beschäftigen. Der Begriff cognitive poetics wurde in Analogie zum Terminus cognitive linguistics (kognitive Linguistik) eingeführt. R. Tsur verwendete den Ausdruck im Zusammenhang mit der Analyse und Interpretation poetischer Texte (R. Tsur, What is Cognitive Poetics, 1983). Dabei entwickelte er einerseits aus Beobachtungen am Text Annahmen über mentale Prozesse beim Leser, bezog andererseits jedoch ebenso Überlegungen und Vermutungen ein über Repräsentationen menschlicher Kognition und Erfahrung in den Texten.

## Grundannahmen

### Generelle Gültigkeit menschlicher Kognition

Schematische Darstellung der Kognitiven Poetik

Ein zentraler Grundsatz der Kognitiven Linguistik ist die Verallgemeinerbarkeit der kognitiven Grundleistungen des Menschen, d. h. die das menschliche Erkennen strukturierenden Mechanismen, auf alle Arten von zu verarbeitenden Informationen, und damit auch auf die Verarbeitung literarischer Werke.
So werden, im Verlauf einer Textanalyse, Konzepte der Kognitionsforschung auf literarische Werke angewandt. Kognitive Literaturanalyse versucht also, die besondere Wirkung literarischer Stilmittel oder Textformen beim Rezipienten unter Rückgriff auf kognitive Grundmechanismen menschlichen Verstehens (i. e. Informationsverarbeitung) zu erklären.
Kognitionspsychologische Konzepte, die dabei besondere Beachtung finden, sind:
- Figur-Grund-Wahrnehmung
- Aufmerksamkeitssteuerung
- Kognitives Framing
- Prototypentheorie
- Script-Theorie

Illustration der generellen Gültigkeit menschlicher Kognition
Die Fähigkeit des kognitiven Framings beispielsweise – das Verstehen neuer Umweltinformation durch deren Einbettung in einen kognitiven Interpretationsrahmen (frame) – lässt sich in vielfältigen menschlichen Sinnesleistungen beobachten; so werden beispielsweise Noten im Verhältnis zu einer gewissen Tonart (auditiven frame) interpretiert und als tonal/atonal bewertet, optische Täuschungen unterliegen gewöhnlich einem frame-Konflikt zwischen konkurrierenden Interpretationsrahmen (vgl. Kippfigur), und menschliche Äußerungen im Gesprächsfluss werden generell im Rahmen des bisherigen Gesprächs interpretiert (vgl. „Triff mich hier, heute in einer Woche, mit einem Stock der diese Größe hat“ – ohne adäquates Framing kann dem Satz keinerlei Bedeutung zugemessen werden).
In Bezug auf literarische Texte schlägt beispielsweise Emmot vor, plötzliche Handlungsumbrüche am Ende einer Short Story als kognitives Re-framing zu betrachten, in dessen Licht vorherigen Handlungselementen eine völlig neue (und schlüssige) Bedeutung zukommt.

### Körperliche Verankerung der Kognition
Die Kognitive Poetik berücksichtigt dabei besonders die grundlegende Verankerung menschlicher Kognition in der artspezifischen Körperlichkeit. Diesem Ansatz zufolge hat der Mensch im Laufe seiner evolutionären Entwicklung spezifische Mechanismen herausgebildet, um seine Wahrnehmung von Wirklichkeit zu strukturieren, die vor allem von seinem körperlichen Erleben abhängen. Solche körperlich determinierten Kognitionskonzepte lassen sich in der Folge auch im literarischen Rezeptionsvorgang aufzeigen.
Illustration der körperlichen Verankerung sowie kognitiver Leistungen
In diesem Sinne lässt sich beispielsweise die Figur-Grund-Unterscheidung als eine zentrale kognitive Fertigkeit betrachten, die der Mensch im Laufe seiner körperlichen Phylogenese entwickelt hat (zweifellos zu einem frühen evolutionären Zeitpunkt, da er diese Fähigkeit mit zahllosen Schwesterspezies teilt). Die spezifische Körperlichkeit des Homo sapiens, seine Situiertheit in einer physischen Umgebung voller beweglicher und starrer Objekte, die es erfolgreich zu manipulieren gilt, führte demnach zur Ausbildung der (primär visuellen) Unterscheidung zwischen Vordergrundobjekten (Figur) und einem starren Hintergrund (Grund). Diese Fertigkeit hat im Laufe der Evolution im Menschen eine besondere Entwicklungsstufe erreicht (vgl. tarnendes Mimikry betreibende Falter, welche von hochspezialisierten Raubvögeln nicht als separate Objekte identifiziert werden können, während dem Menschen diese Unterscheidung ohne Schwierigkeiten gelingt).
In Bezug auf Literaturrezeption ermöglicht diese kognitive Fähigkeit dem Menschen beispielsweise Protagonisten in größeren Textteilen als separate Handlungsträger zu identifizieren, eine Haupt- von einer Hintergrundhandlung zu unterscheiden oder die Isolierung bestimmter semantischer Felder vorzunehmen.

### Interdisziplinarität
Die Kognitive Poetik ist, per Definition, interdisziplinär angelegt. Die geisteswissenschaftliche Literaturforschung steht dabei im Austausch mit zahlreichen Schwesterdisziplinen aus den Naturwissenschaften:
- Kognitive Psychologie
- Neuropsychologie
- Kognitive Linguistik
- Biologie

## Spezialisierungsfelder

### Evolutionsbiologischer Ansatz
Erste Überlegungen zur Biologie der Literatur finden sich schon bei Wilhelm Scherer in seiner Poetikvorlesung im Abschnitt „Ursprung der Poesie“. Im 20. Jahrhundert war die Literaturwissenschaft von einem weitgehend kulturalistischen Menschenbild geprägt und selbst Forschungen zu literarischen Universalien kamen ohne explizit biologische Argumentation aus. Erst in den 1990er Jahren gab es wieder vereinzelte Überlegungen zur „Biologie der Poesie“ und Versuche einer systematischen Einbeziehung der biologischen Evolutionstheorie. Im deutschen Sprachraum wurde die biologische Perspektive vor allem von dem Germanisten Karl Eibl vertreten, der schon 1995 in seinem Buch Die Entstehung der Poesie die Grundlagen menschlichen Kunstverhaltens mit evolutionsbiologischen und ethologischen Argumenten zu erhellen suchte. In Animal poeta (2004), Kultur als Zwischenwelt (2009) und zahlreichen Aufsätzen erweiterte Eibl seinen Ansatz mit Argumenten der Soziobiologie und der Evolutionären Psychologie. Ebenfalls 1995 initiierte der amerikanische Literaturwissenschaftler Joseph Carroll mit seinem Buch Evolution and Literary Theory eine Forschungsrichtung, die sich unter dem Namen des 'Literary Darwinism' etablierte. Die inzwischen recht zahlreichen Ansätze einer solchen Anthropologie der Literatur widmen sich insbesondere emotionalen Wirkungen von Literatur, evolutionsbiologisch ableitbaren Gestalterwartungen des Lesers, dem Erzählen als menschlichem Verhalten und dem Phänomen der Fiktionalität.

### Kognitionslinguistischer Ansatz
In diesem Feld finden sich vor allem Arbeiten, die Konzepte und Ansätze der Kognitiven Linguistik auf die Kognitive Poetik übertragen. Besondere Bedeutung wird dabei dem „begrifflichen Blending“ (nach Fauconnier und Turner) zugemessen, das jedoch bislang nicht durch neurokognitive Evidenz zu belegen ist. Ein anderer Schwerpunkt wurde an der FU Berlin verfolgt. Die von Peter Stockwell theoretisierte gestaltpsychologische Interaktion von foregrounding und backgrounding wurde unter Bezugnahme auf die Theorie des „fringe“ neurokognitiv erklärt. Demnach lässt sich dieses Zusammenspiel von Figur und Grund durch das auf William James zurückgehende Konzept der Umrandung(fringe) von fokalen Bewusstseinsinhalten (Kerne oder Nuclei) durch nur dunkel erinnerte Kontextinformationen erklären und somit auch auf literarische Texte – etwa Lyrik – anwenden.

### Produktionsästhetischer Ansatz
In der deutschen Literatur hat sich vor allem der Lyriker Durs Grünbein mit den Beziehungen zwischen Gehirn und schöpferisch-schriftstellerischer Tätigkeit beschäftigt. In den Gedichtbänden Schädelbasislektion (1991), Gehirn und Denken (2000) oder in Der cartesische Taucher. Drei Meditationen (2008), aber auch in Gesprächen mit Neurowissenschaftlern reflektiert Grünbein über das Verhältnis zwischen Kognition und Kunst.

## Kritik
Methodologisch ist die Kognitive Poetik zum jetzigen Zeitpunkt eine reine Korrelationswissenschaft. Danach werden gewisse narratologisch-poetologische Phänomene mit kognitiven-neuronalen Mustern in Verbindung gesetzt; eine schlichte Korrelation zweier Datensätze jedoch liefert weder eine Erklärung der beobachteten Phänomene noch weiterreichende oder übertragbare Erkenntnisse.
Die Argumentation, man erforsche auf diesem Wege die neuronale Funktions- und Arbeitsweise des Gehirns, verschiebt die Frage nach funktionalen Erklärungsmustern dieser Phänomene auf andere Forschungsfelder, speziell die Neurowissenschaften.
Aus Sicht der Erzähltheorie kritisiert der Narratologe Sternberg, dass die Modelle und Verfahren der Kognitiven Poetik, mit Hilfe derer Texte und mentale Prozesse in Einzelheiten zerlegt werden, „zu starr und reduktionistisch seien, um der Beweglichkeit und Veränderlichkeit des lesenden Geistes gerecht zu werden.“
Ebenso wird von den empirisch vorgehenden Literaturwissenschaftlern die fehlende Beweiskraft der Aussagen der kognitiv ausgerichteten Narratologen und Poetologen bemängelt.

## Weiterführende Literatur
- Eibl, Karl: Die Entstehung der Poesie. Frankfurt 1995, ISBN 3-458-16696-3.
- Eibl, Karl: Animal poeta. Bausteine zur biologischen Kultur- und Literaturtheorie. Paderborn 2004, ISBN 3-89785-450-3.
- Eibl, Karl: Kultur als Zwischenwelt: Eine evolutionsbiologische Perspektive. Frankfurt 2009, ISBN 978-3-518-26020-3.
- Stockwell, Peter: Cognitive Poetics: An Introduction. London: Routledge 2002.
- Vandaele, Jeroen und Brône, Geert (Hrsg.): Cognitive Poetics. Goals, Gains and Gaps. Berlin 2009, ISBN 978-3-11-020560-2.

Online
- Begriff im Filmlexikon der Uni Kiel